# Palaçoulo
Palaçoulo (en mirandès Palaçuolo) és un poble portuguès del municipi de Miranda do Douro, amb 50,14 km² de superfície i 554 habitants (2011). La seva densitat de població és d'11 hab / km². La freguesia està formada per Palaçoulo i Prado Gatão.

## Economia
Palaçoulo té una activitat industrial basada en productes artesanals com ara ganivets i cometes que exporta a destinacions com Nova Zelanda. Palaçoulo va saber aprofitar el "coneixement de les generacions" i la proximitat a Espanya per superar l'aïllament i llançar-se a la globalització.
Una bona part dels 600 vilatans viu de l'Art de coltelleria i la boteria.

## Patrimoni
- Església parroquial de Prado Gatão (final medieval);
- Capelles de Sant Crist i Santa Bàrbara (Prado Gatão);
- Casa Gran de Prado Gatão;
- Església Mare de Palaçoulo;
- Capella de Carrasco (Palaçoulo);
- Capella de S. Sebastião (Palaçoulo).

## Tradicions
- Danses de pauliteiros ;
- Música de gaites, bateria i concertinas.

## Festes
Durant l'any se celebren aquestes festes:
Palaçoulo
- Festa de São Sebastião (diumenge més proper al 20 de gener)
- Festa de São Miguel, patró de Palaçoulo (diumenge més proper al 8 de maig)
- Festa de Nossa Senhora do Rosário (3r o 4 diumenge de maig)
- Festa de la Mare de Déu de Carrasco (15 d'agost)
- Festa de la Mare de Déu del Rosari (2 de setembre)
- Festa de Santa Bàrbara (3r diumenge de setembre)

Prado Gatão
- Festa de Santa Isabel, patrona del poble de Prado Gatão (7 de juliol);
- Festa de Santa Bàrbara (8 d'agost)
- Festa de la Mare de Déu del Rosari (16 d'agost)

## Població
| Població de Palaçoulo | Població de Palaçoulo | Població de Palaçoulo | Població de Palaçoulo | Població de Palaçoulo | Població de Palaçoulo | Població de Palaçoulo | Població de Palaçoulo | Població de Palaçoulo | Població de Palaçoulo | Població de Palaçoulo | Població de Palaçoulo | Població de Palaçoulo | Població de Palaçoulo | Població de Palaçoulo |
| --------------------- | --------------------- | --------------------- | --------------------- | --------------------- | --------------------- | --------------------- | --------------------- | --------------------- | --------------------- | --------------------- | --------------------- | --------------------- | --------------------- | --------------------- |
| 1864                  | 1878                  | 1890                  | 1900                  | 1911                  | 1920                  | 1930                  | 1940                  | 1950                  | 1960                  | 1970                  | 1981                  | 1991                  | 2001                  | 2011                  |
| 700                   | 740                   | 659                   | 810                   | 894                   | 885                   | 975                   | 978                   | 993                   | 1 034                 | 725                   | 806                   | 780                   | 678                   | 554                   |

## Monestir de Santa Maria
Va ser l'emplaçament escollit per a la ubicació del futur Monestir trapenc de Santa Maria Mare de l'Església. L'obra va ser pressupostada en sis milions d'euros quan feia 128 anys que no construïa cap monestir a Portugal. Hi haurà monges de l'Ordre Cistercenc d'Ordenació Estricta, també conegudes com a germanes trappistes. Es preveu que hi visquin 40 dones religioses, dedicant-se a la contemplació i a les activitats agrícoles. Es preveu que l'obra estigui finalitzada a l'octubre del 2020.